# Comuna Sîtne, Radîvîliv
Sîtne (în ucraineană Ситне) este o comună în raionul Radîvîliv, regiunea Rivne, Ucraina, formată din satele Haikî-Sîtenski, Karpîlivka, Kotî, Sîtne (reședința) și Tabaciukî.

## Demografie
Componența lingvistică a comunei Sîtne
     Ucraineană (99,46%)
     Alte limbi (0,53%)
Conform recensământului din 2001, majoritatea populației comunei Sîtne era vorbitoare de ucraineană (99,46%), existând în minoritate și vorbitori de alte limbi.